# Bisdom Mainz
Het bisdom Mainz (Latijn: Dioecesis Moguntina) is een bisdom van de Rooms-Katholieke Kerk in delen van de Duitse deelstaten Hessen en Rijnland-Palts. Het is verdeeld in twee geografisch gescheiden gebieden. Het noordelijke gebied strekt zich van Mainz naar het noordoosten uit; het zuidelijk gelegen gebied van het voormalige bisdom Worms heeft de stad Worms als centrum. In aanvulling daarop behoort de in het zuidoosten gelegen exclave Bad Wimpfen in het Baden-Württemberg tot het bisdom.
Het bisdom heeft een 1600-jarige geschiedenis, waarvan ongeveer duizend jaar als aartsbisdom. De aartsbisschoppen van Mainz behoorden als keurvorsten en aartskanselieren tot de meest invloedrijke mannen van het Heilige Roomse Rijk.
Mainz is naast Rome het enige bisdom ter wereld dat de titel van Heilige Stoel draagt.

## Geschiedenis

### Het begin van het bisdom in de Romeinse en Frankische tijden
Wellicht waren de eerste christenen reeds tijdens de tweede eeuw in Mainz aanwezig. Volgens de bisschop van Lyon Irenaeus van Lyon was er namelijk sprake van christenen die woonden in Germania Secunda. In die tijd was Mainz de hoofdstad van de Romeinse provincie Germania Superior. Het is dus denkbaar dat Irenaeus verwijst naar een gemeente in Mainz. Er is een schriftelijke melding van een mogelijke christelijke gemeente maar dit is niet aantoonbaar.
Bisschoppen in Mainz zijn pas vanaf de vierde eeuw een realistische mogelijkheid. Er bestaat onzekerheid over de namen van deze eerste bisschoppen. Deze namen zijn afkomstig van een later vastgestelde lijst waaraan later meerdere malen toevoegingen hebben plaatsgevonden. De eerste bisschop wiens naam aantoonbaar aan ons is overgeleverd, buiten de eerder genoemde namenlijst, is de Aquitaniaanse bisschop Sidonius († na 580). Hij werd reeds tijdens de Frankische periode toegewezen aan het bisdom Mainz. Sidonius was in feite ook heer van de stad Mainz. Hij heeft de metropool, die tijdens de grote volksverhuizing zwaar was gehavend, weer naar een nieuwe bloeiperiode geleid. Aan hem is ook de verering van Sint-Maarten in de kathedraal van Mainz te danken. Ook nu nog is Sint-Maarten de patroonheilige van het bisdom.
Het kerkelijk leven in Mainz en het Rijk begon echter tijdens de Frankische heerschappij weer snel te vervallen. In de 7e en 8e eeuw begonnen daarom ook monniken uit Ierland en Schotland hun missiewerk op het vasteland. Een generatie later trad Bonifatius op als de belangrijkste vertegenwoordiger van de Angelsaksische missie in het Frankische Rijk. Al snel werd hij de leidende persoonlijkheid van de Frankische kerk en in 745 werd hij benoemd tot bisschop van Mainz.
In het jaar 753 ging Bonifatius op een missiereis en liet de leiding van het bisdom over aan zijn leerling Lul, die hij tot koorbisschop had benoemd. Nadat Bonifatius tijdens zijn missiereis in 754 was gedood, werd hij door Lullus als bisschop van Mainz opgevolgd. Lul is er tijdens zijn ambtstermijn erin geslaagd om het bisdom te laten verheffen tot aartsbisdom (780/82). Aan het aartsbisdom Mainz waren ten minste de volgende suffragane bisdommen ondergeschikt: Worms, Spiers, Würzburg en Eichstätt. Hieraan werden tot 973 nog de volgende bisdommen toegevoegd: Konstanz, Straatsburg, Paderborn, Halberstadt, Verden, Hildesheim, Chur, Augsburg, Havelberg en Brandenburg (beiden tot 968), Praag en Olomouc. Hiermee was het aartsbisdom Mainz de grootste kerkelijke provincie geworden ten noorden van de Alpen.

### Middeleeuwen
Na de splitsing van het Frankische Rijk in het Oost- en West-Frankische Rijk vervulde de aartsbisschop Mainz een belangrijke rol de koninklijke structuur van het Oost-Frankische Rijk. De Oost-Frankische koning Hendrik de Vogelaar benoemde de aartsbisschop van Mainz Heriger in 922 tot aartskapelaan van de hofkapel. Hierdoor was de gehele geestelijkheid aan het koninklijke hof ondergeschikt aan de aartsbisschop van Mainz. Koning Otto I de Grote, die door aartsbisschop Hildebert tot koning was gezalfd en gekroond, steunde tijdens zijn regering nog meer op de bisschoppen van het rijk. Hij beleenden hen eveneens met hoge rijksambten. De aartsbisschop van Mainz was op dat moment niet alleen de belangrijkste geestelijke van het aartsbisdom en van het Oost-Frankische Rijk, maar ook rijksvorst.
In 955 noemde de aartsbisschop van Mainz Wilhelm zich voor de eerste maal dienaar van de "Heilige Stoel van Mainz". Deze titel wordt ook vandaag de dag nog door het bisdom gevoerd. In het jaar 965 werd hij, net zoals ook met sommige van zijn voorgangers het geval was geweest, benoemd tot aartskapelaan. Dit ambt, dat later aartskanselierambt voor Duitsland heette, was vervolgens tot het einde van het Heilige Roomse Rijk met de bisschopsstoel van Mainz verbonden.

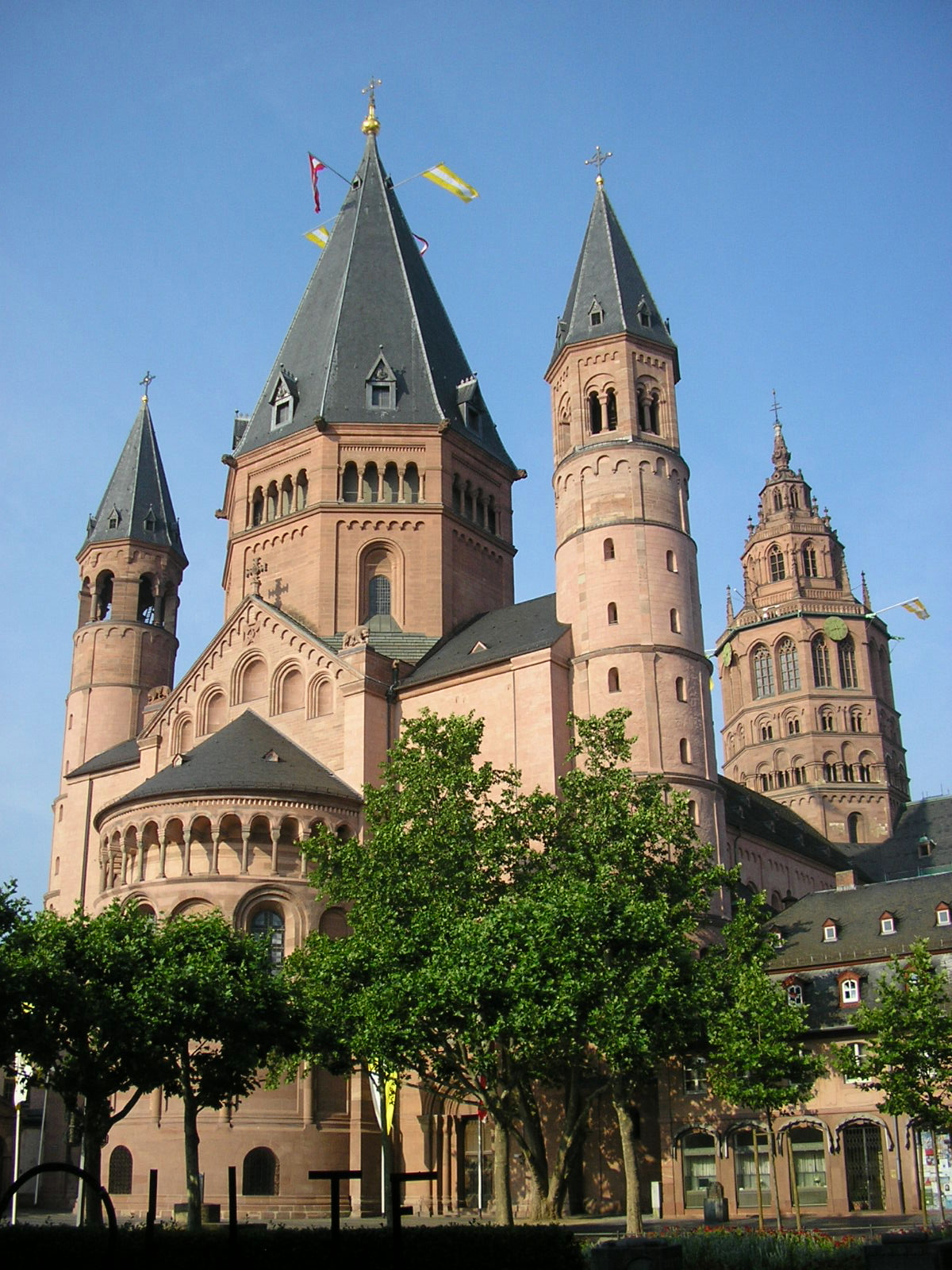
De Dom van Mainz, Fronleichnam 2007

In 975 werd de aan het hof van keizer Otto I verbonden Willigis benoemd als aartsbisschop van Mainz. Zijn pontificaat is voor de kerk in Mainz in vele opzichten van groot belang geweest. Aan de ene kant liet Willigis, die zich beschouwde als plaatsvervanger van de paus ten noorden van de Alpen, in zijn bisschopsstad een nieuwe en voor de toenmalige maatstaven zeer grote kathedraal bouwen. Waardoor de omvang en het belang van de kerk in Mainz zou worden benadrukt en die ook vandaag de dag nog zijn stempel drukt op de stad. Aan de andere kant was Willigis ook een bekwaam politicus. Hij bereikte in 983 op de Rijksdag van Verona van keizer Otto II de schenking van grote landerijen in de Nahegouw en Rijngouw. In deze gebieden was de aartsbisschop nu soeverein en dit heeft later geleid tot het keurvorstendom Keur-Mainz.
De rol van politicus van het Heilige Roomse Rijk viel in de Middeleeuwen ieder van de aartsbisschoppen van Mainz toe, als gevolg van het feit dat in het Heilige Roomse Rijk de gewoonte van de koninklijke erfopvolging via de lijn van het bloedverwantschap zich nooit kon wortelen. Als gevolg hiervan moest een nieuwe koning altijd worden gekozen. De aartsbisschop van Mainz maakte deel uit van de groep van zeven kiesgerechtigde keurvorsten waarbij dit kiesrecht uiteindelijk exclusief kwam te liggen. De aartsbisschop van Mainz was formeel de hoogste rijksvorst die het recht had om de kiesvergadering bijeen te roepen en voor te zitten. Als zodanig was hij ook een geboren bemiddelaar tussen de keizer en de paus tijdens de vele conflicten tussen het Rijk en Sacerdotium.

### Modern en de Reformatie

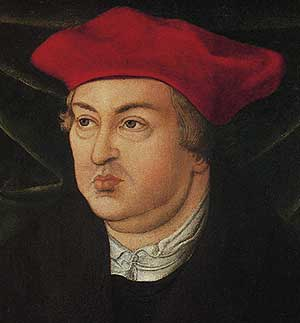
Albert van Brandenburg

Een beslissende breuk in de geschiedenis van het bisdom was de reformatie. Hoewel de kerk zich al lange tijd bewust was van de noodzaak tot hervormingen, werden geen concrete inspanningen gedaan om deze af te dwingen. Het protest van Maarten Luther in 1517 tegen de kerk aflaten was genoeg om de reformatie, die leidde tot een scheuring van de westerse christenheid, in gang te zetten. De toenmalige aartsbisschop van Mainz, Albrecht van Brandenburg nam daaraan niet deel, omdat hij financieel afhankelijk was van de dominicaan Johann Tetzel, een van de grote sponsors van de verkoop van aflaten.
Reformatie en contrareformatie leidden tot ernstige conflicten die zelfs uitmondden in vetes en oorlogen. Het aartsbisdom Mainz verloor veel van zijn kloosters en de kerkelijke jurisdictie over het Hessische-Thüringense gebied. Dit gebied kwam aan de protestantse landskerk van de landgraaf van Hessen. Ook in het zuiden, waar het aartsbisdom Mainz uitgebreide gebieden bestreek op het grondgebied van het protestantse keurvorstendom Palts kon de kerkelijke jurisdictie niet worden behouden. Het aartsbisdom zelf bleef slechts katholiek, doordat het kapittel van Mainz op dat moment bij de verkiezingen van de bisschop steeds een katholieke kandidaat verkoos.
De Dertigjarige Oorlog bracht het rooms-katholieke aartsbisdom verdere verwoestingen toe. De in 1647 tot aartsbisschop benoemde Johann Philipp von Schönborn slaagde er evenwel in het aartsbisdom weer te consolideren. Hij nam niet alleen deel aan de vredesonderhandelingen in Münster en Osnabrück, maar ook aan de besluitvorming van het Concilie van Trente, die hij vervolgens ten uitvoer legde in zijn bisdom.

### Barok en Verlichting
Johann Philipp von Schönborn kan al worden aangemerkt als een barokke aartsbisschop. Onder zijn leiding beleefde de stad Mainz opnieuw een gouden tijdperk. In het bisdom spanden de aartsbisschoppen zich in om de katholieke positie te verbeteren. Hierbij werden zij geholpen door het feit dat in 1685 het keurvorstendom Palts weer een katholieke vorst als landsheer kreeg. Dit ging hand in hand met de oprichting van vele nieuwe kerken, in het bijzonder tijdens de regeringsperiode van aartsbisschop Lothar Frans von Schönborn.
Met de verlichting, die zich in het aartsbisdom Mainz definitief doorzette tijdens het pontificaat van aartsbisschop Emmerich Joseph von Breidbach zu Bürresheim, begon een grondig hervormingsproces. Op het niveau van het bisdom leidde dit met name tot grondige hervormingen op het gebied van de scholen en de betrokken religieuze orden. De ideeën van de verlichting in Frankrijk leidden uiteindelijk tot de Franse revolutie, die oversloeg naar Duitsland en ook aldaar van grote invloed is geweest. Deze ontwikkeling leidde tevens tot de val van het aartsbisdom.

### Einde van het aartsbisdom Mainz en het keurvorstendom Keur-Mainz
De oude krachten van het Heilige Roomse Rijk beschouwden de revolutie als een bedreiging en hadden hun krachten tegen Frankrijk gebundeld. Zelfs de aartsbisschop van Mainz en keurvorst Friedrich Karl Joseph von Erthal nam deel aan deze coalitie. In juli 1792 verklaarde het Franse koninkrijk de oorlog.
Al snel lukte het de Fransen om door te stoten richting Mainz. In oktober 1792 veroverden zij de stad, maar zij verloren haar weer aan de coalitie in maart 1793. In 1797 was Frankrijk echter in staat om te zegevieren. De gebieden gelegen op de linkeroever van de Rijn werden afgestaan aan Frankrijk. Nadat in 1799 Napoleon aan de macht was gekomen, werd de Franse kerk gereorganiseerd. Uit de resten van de bisdommen van Worms, Spiers en Metz vormde Napoleon in 1802 het nieuwe bisdom Mainz. Dit nieuwe bisdom Mainz werd suffragaan gemaakt aan het aartsbisdom Mechelen. Het keurvorstendom Keur-Mainz werd door het Reichsdeputationshauptschluss afgeschaft en dit bepaalde ook de beëindiging van de kerkelijke provincie van Mainz .

### Het bisdom van Mainz in 1814

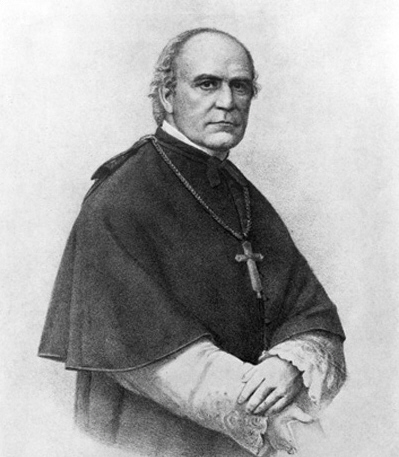
Wilhelm Emmanuel von Ketteler

Na de nederlaag van Napoleon werden de territoriale concessies van 1797 weer teruggedraaid. De daardoor noodzakelijk geworden kerkelijke reorganisaties waren het onderwerp van moeizame onderhandelingen. Het bisdom Mainz werd opnieuw opgericht op het grondgebied van het Groothertogdom Hessen-Darmstadt en toegewezen als suffragaanbisdom aan het aartsbisdom Freiburg. In het jaar 1821 werd met de pauselijke circumscriptiobul "Provida solersque" de grenzen van het bisdom Mainz opnieuw getrokken. Deze grenzen geven ook vandaag de dag nog de grenzen weer en stemmen overeen met het grondgebied van de voormalige Groothertogdom Hessen- Darmstadt. Dit is ook de reden waarom het vandaag de dag in de deelstaat Baden-Württemberg gelegen Bad Wimpfen deel uitmaakt van het bisdom Mainz; aangezien deze plaats destijds als exclave deel uitmaakte was van het Groothertogdom Hessen-Darmstadt en later (tot 1945) van de Volksstaat Hessen.
De geschiedenis van het bisdom Mainz werd in de 19e eeuw met name beheerst door de conflicten tussen de kerk en de staat; welke uitmondde in de "Kulturkampf". In de late 19e eeuw won bisschop Wilhelm Emmanuel von Ketteler het maatschappelijk debat dat de Katholieke Kerk was aangegaan met de sociale encycliek van paus Leo XIII; wat van interdiocenaal belang was.

### Heden
De geschiedenis van het bisdom Mainz werd in de 20ste eeuw gekenmerkt door de algemene Duitse geschiedenis. De vicaris-generaal Philipp Jacob Mayer van het bisdom Mainz was vroeg in het afstand nemen van het nazisme. Dit was echter niet de houding van het gehele Duitse episcopaat. Herhaaldelijk zijn mensen en organen van het bisdom het doel geweest van de anti-kerkelijke politiek van de nationale regering. De oorlog leidde uiteindelijk in het hele bisdom tot grote schade. Na 1945 werd een groot aantal ontheemden geïntegreerd. Dit leidde stichting van vele nieuwe parochiekerken.
Van kerkelijk belang was in de tweede helft van de 20ste eeuw vooral het Tweede Vaticaans Concilie, die de kerkorde en leer van de kerk vandaag de dag kenmerkt.
De al jaren dalende belastinginkomsten en aantallen katholieken alsmede het priestertekort hebben in het bisdom geleid tot een fundamenteel en structureel aanpassingsproces. Gebaseerd op een pastorale benadering bouwen de parochies aan de toekomstige pastorale verbanden en groepen en ook aan de boven-parochiale fusies. De onafhankelijkheid van de parochies wordt echter beide gevallen behouden. Kerksluitingen zijn op dit moment in het bisdom Mainz niet gepland.
Sinds 2004 is in het bisdom een proces gaande van vernieuwing "Levende gemeenten in vernieuwde pastorale gemeenschappen". Dit proces heeft in het bisdom een brede basis en wordt door alle belanghebbende aan deelgenomen. Parochies worden aangemoedigd om samen bindende netwerken te vormen voor samenwerking tussen de pastorale verbanden en groepen.

## Organisatiestructuur

### Bisschop en kapittel
Ingevolge artikel 14 van het Rijksconcordaat van 1933, die vandaag de dag nog steeds geldig is, geschied de keuze van de bisschop en de samenstelling van het domkapittel overeenkomstig de voorschriften van het Concordaat van Baden van 1932.

### Gebiedsstructuur
| Decanaat                                                 | Aantal katholieken (% van de totale bevolking) | Parochieen / Parochiekuratien / -rectoraten | Zelfstandige Parochiegroepen / -verbonden |
| -------------------------------------------------------- | ---------------------------------------------- | ------------------------------------------- | ----------------------------------------- |
| Alsfeld                                                  | 15.000 (16%)                                   | 3 / 2 / 8                                   | 2 / 0                                     |
| Alzey - Gau-Bickelheim                                   | 23.000 (26%)                                   | 22 / 0 / 0                                  | 7 / 0                                     |
| Bergstraße Mitte                                         | 40.000 (37%)                                   | 5 / 6 / 0                                   | 1 / 3                                     |
| Bergstraße-Ost                                           | 30.000 (35%)                                   | 10 / 7 / 1                                  | 5 / 1                                     |
| Bergstraße-West                                          | 38.500 (42%)                                   | 8 / 4 / 1                                   | 5 / 0                                     |
| Bingen                                                   | 40.000 (40%)                                   | 17 / 2 / 1                                  | 2 / 4                                     |
| Darmstadt                                                | 57.000 (21%)                                   | 2 / 17 / 0                                  | 3 / 2                                     |
| Dieburg                                                  | 38.500 (30%)                                   | 6 / 9 / 0                                   | 5 / 2                                     |
| Dreieich                                                 | 34.000 (21%)                                   | 1 / 9 / 0                                   | 0 / 3                                     |
| Erbach                                                   | 18.000 (18%)                                   | 3 / 9 / 0                                   | 4 / 1                                     |
| Gießen                                                   | 37.500 (16%)                                   | 3 / 1 / 0                                   | 1 / 3                                     |
| Mainz-Stadt                                              | 89.000 (39%)                                   | 17 / 16 / 0                                 | 4 / 7                                     |
| Mainz-Süd                                                | 31.000 (39%)                                   | 15 / 1 / 0                                  | 6 / 0                                     |
| Offenbach am Main                                        | 31.500 (26%)                                   | 3 / 8 / 0                                   | 1 / 3                                     |
| Rodgau                                                   | 53.000 (38%)                                   | 10 / 5 / 0                                  | 4 / 2                                     |
| Rüsselsheim                                              | 56.500 (23%)                                   | 4 / 16 / 0                                  | 4 / 5                                     |
| Seligenstadt                                             | 32.000 (50%)                                   | 7 / 4 / 0                                   | 3 / 2                                     |
| Wetterau-Ost                                             | 22.000 (15%)                                   | 3 / 10 / 1                                  | 2 / 3                                     |
| Wetterau-West                                            | 54.000 (26%)                                   | 13 / 9 / 3                                  | 7 / 2                                     |
| Worms                                                    | 35.000 (27%)                                   | 18 / 5 / 0                                  | 9 / 0                                     |
| Stand: 2009, Quelle: Schematismus der Diözese Mainz 2009 |                                                |                                             |                                           |

Het bisdom Mainz beslaat een totale oppervlakte van 7692 km². Het is verdeeld in 20 dekenaten, die op hun beurt zijn onderverdeeld in 136 pastorale eenheden. Deze parochiale verbanden of groepen omvatten alle 335 parochies en andere pastorale organen van het bisdom (voor deze en alle volgende gegevens 2007).
Als gevolg van de ingrijpende structurele veranderingen in vele bisdommen van de katholieke kerk in Duitsland kunnen pastorale eenheden over de grenzen van de parochies heen worden vastgesteld. De samenstelling van deze pastorale eenheden zijn door een specifieke maatregelen vastgesteld en heeft als gevolg gehad dat zij van bisdom tot bisdom kunnen verschillen. In het bisdom Mainz is een pastorale eenheid samengesteld uit verscheidene parochies onder leiding van een pastor. De parochies behouden hierbij hun religieuze en kerkrechtelijke persoonlijkheid. De pastor wordt hierin bijgestaan door een pastoraal-team en een pastorale raad. Pastorale verenigingen zijn echter combinaties van verschillende parochies die elk een eigen pastor hebben. In pastorale verenigingen kunnen op zich ook meerdere pastorale eenheden
samenwerken. Op het niveau van de parochievereniging wordt dan een pastorale raad en een samenwerkingsverband van fulltime medewerkers opgericht om te beslissen over de samenwerking van de gemeenschappen. Het is dus mogelijk dat twee pastorale eenheden een pastorale vereniging vormen.

### Gemeenschappen van katholieken met een andere nationaliteit
Naast de territoriale parochies bestaan er ook parochies die speciaal zijn opgericht om groepen van katholieken te bedienen die een andere moedertaal hebben dan het Duits. Voor de volgende nationaliteiten bestaan er aparte parochies: Italianen; Kroaten; Polen; Portugezen en Spanjaarden. Voor hen zijn in diverse steden van het bisdom Mainz aparte parochies.

## Voorzieningen van het bisdom

### Archief van de domkerk en het bisdom

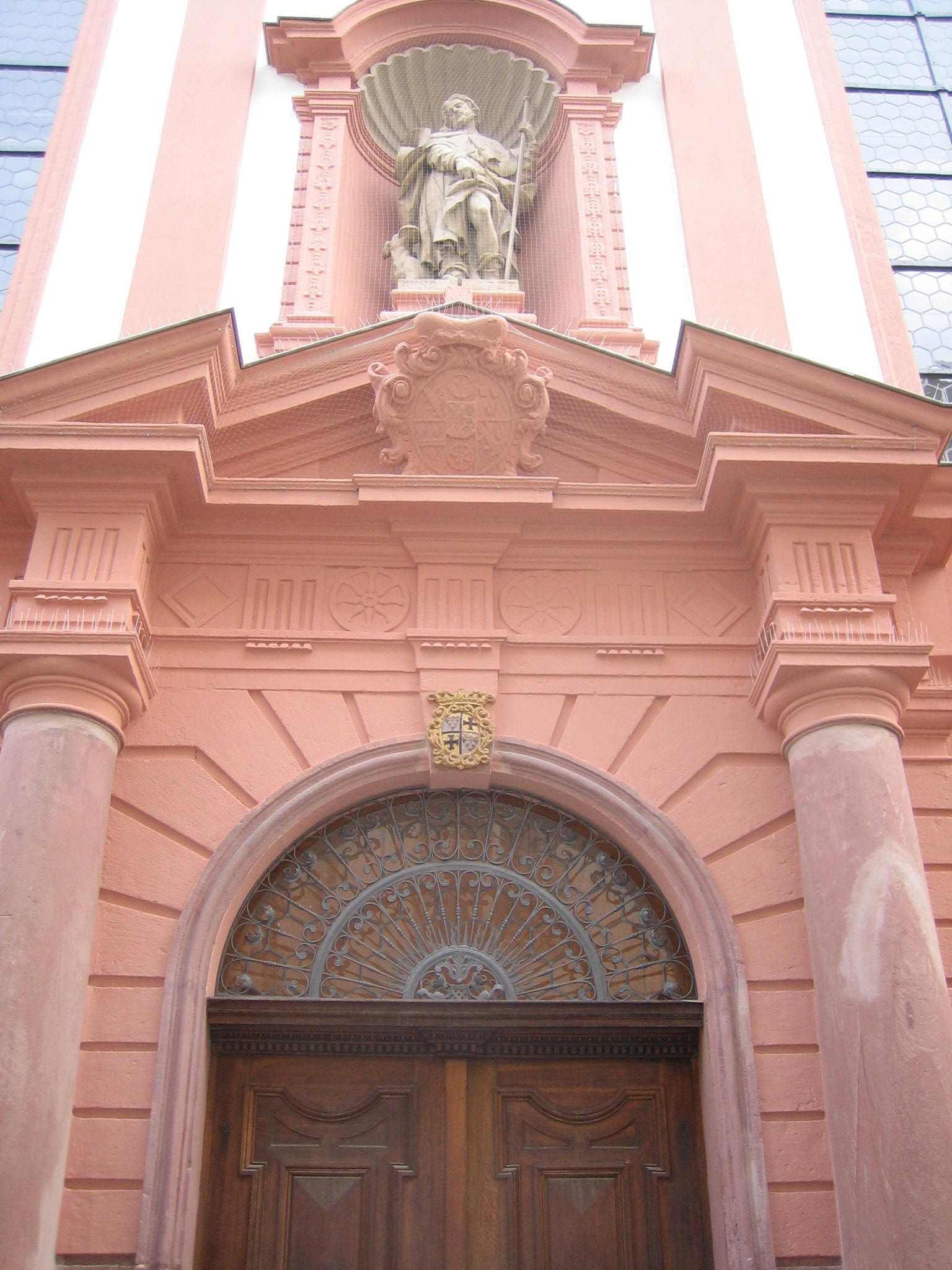
Kapel in het Rochusstift (Archief van de Domkerk en het bisdom)

Haring Brunnengasse 4
Rochus pen
55116 Mainz

### Martinus Bibliotheek
De Martinus Bibliotheek is gevestigd de Arnsburger Hof in de binnenstad van Mainz en is de wetenschappelijke bibliotheek van het bisdom verbonden aan het seminarie van het bisdom.

## Cultuur en bezienswaardigheden

### Belangrijkste kerken
- Dom van Mainz
- Dom van Worms
- Basiliek van Sint Martinus in Bingen
- Basiliek van Sint-Marcellinus en Petrus (Einhards basiliek) in Seligenstadt
- Sint-Stefanuskerk, Chagall venster
- Sint-Ludwig (Darmstadt), koepelvormige structuur in klassieke stijl

### Kathedraal- en bisschoppelijk museum
Naast de kathedraal is het kathedraal- en bisschoppelijk museum van Mainz. Met meer dan 2000 vierkante meter tentoonstellingsruimte is het museum van de Dom van Mainz een van de grootste musea in zijn soort in Duitsland. In het historische klooster, de middeleeuwse gewelfde hallen, in de Sint-Nikolaaskapel en de sacristie hebben een aantal van kerkelijke kunst uit de vroege geschiedenis van het christendom naar het heden, terug in de bewogen geschiedenis van de Dom van Mainz en talrijke kerken van het bisdom.
Mainz Cathedral Museum
Domstraße 3 (ingang via het klooster)
55116 Mainz
Tel : 06131-253344

### Heiligdommen
Een overzicht van alle bedevaartsoorden vindt men op de website van het bisdom, zie hieronder bij de weblinks. In het bisdom zijn ongeveer 35 bedevaartplaatsen, die meestal plaatsvinden voor de verering van heiligen of relikwieën. De belangrijkste zijn:
- Bad Wimpfen-op de berg
- Bad Wimpfen-in de vallei
- Rochusberg (Rochus van Montpellier, pestheilige) is Bingen
- Maria Oberndorf Bodenheim
- Kapel van het Kruis Mombach tot Heilige Kruis[8]
- 14- Nothelfer bedevaart in Mainz-Gonsenheim
- Maria - troosteres van de bedroefden op Mainz-Marie Geboren op het Maria-Visitatie feest
- Dieburg
- Gau-Algesheim
- Gau-Bickelheim
- Ilbenstadt
- Kleine-Steinheim
- Liebfrauenheide bij Klein-Krotzenburg
- Ockenheim; Priorij van Jakobsberg
- Seligenstadt
- De Maria Einsiedel-kerk in Gernsheim

### Orgels en klokken
In het bisdom Mainz vindt men ongeveer 400 orgels. Op de torens en torentjes van de 550 kerken en kapellen vindt men verder zo'n 1500 klokken van verschillende leeftijden en achtergronden, waarvan 320 als historisch worden beschouwd. Historisch waardevolle exemplaren, zoals de torent van de Mombacher kruiskapel met het opschrift "hans richter gensfleisch ", werden door het Bisschoppelijk Museum ingenomen en vervangen door een afgietsel.

## Diocesane kalender
In het bisdom Mainz worden aan de Regionalkalender voor de Duitstalige wereld de volgende vieringen toegevoegd
- 5 januari: Johannes Nepomuk Neumann (missionaris en bisschop van Philadelphia )
- 4 februari: Hrabanus Maurus, abt van de abdij van Fulda en aartsbisschop van Mainz.
- 14 februari: Valentinus van Terni, heiligen en martelaren van de Rooms-Katholieke Kerk in het derde eeuw
- 23 februari: Willigis, de aartsbisschop van Mainz, de belangrijkste figuur in de geschiedenis van het aartsbisdom.
- 27 april: Petrus Canisius, heilige en kerkleraar
- 15 mei: Rupert von Bingen, de patroonheilige van Bingen - Bingerbrück en patroonheilige van de pelgrims
- 2 juni: Marcellinus en Peter
- 5 juni: Bonifatius
- 10 juni : Bardo van Mainz
- 21 juni: Albanus van Mainz
- 27 juni: Crescentius, Aureus, Theonestus
- 4 juli: verjaardag van de wijding van de Dom van Mainz
- 1 augustus: Peter Faber
- 16 augustus: Rochus van Montpellier
- 6 september: verjaardag van de wijding van kerken die niet weten van haar toewijding
- 17 september: Hildegard von Bingen
- 28 september Lioba van Tauberbischofsheim
- 16 oktober: Lullus
- 26 oktober: Amandus van Straatsburg, confessor, eerste bisschop van Straatsburg, bisschop van Maastricht en Worms
- 29 oktober: Ferrutius
- 11 november: Martinus van Tours
- 27 november: Bilhildis van Altmünster

## Voetnoten
1. ↑  Dassmann in: HMKG , vol 1 / 1 p. 22
2. ↑  Nopper, vorbonifatianischen De bisschoppen, p. 26ff
3. ↑  Dassmann in: HMKG Vol 1 / 1 p. 52
4. ↑  HMKG Vol 1 / 1, p. 198
5. ↑  [parochie verenigingen en de parochie groepen - Publicatie van het bisdom Mainz https://web.archive.org/web/20120201001208/http://downloads.bistummainz.de/17/1642/1/11333501028640128.pdf (pdf)]
6. ↑  schematische weergave van het bisdom Mainz, 2007, blz. 103
7. ↑  groepen parochie en de parochie verenigingen, Publicatie van het bisdom Mainz ( PDF)
8. ↑  Michael Matheus: pelgrims en bedevaartplaatsen in de Middeleeuwen en de Nieuwe Tijd , Franz Steiner Verlag , 1999, ISBN 3515074317
9. ↑  Als een kunstwerk voor de glorie van God

- Bibliothèque nationale de France: cb119588617 (data)
- Gemeinsame Normdatei: 1081206853
- International Standard Name Identifier: 0000 0001 0941 8794
- Library of Congress Control Number: n80125125
- Nationale Bibliotheek van Israël: 987007528100905171
- Réseau des bibliothèques de Suisse occidentale: 02-A000055404
- Istituto Centrale per il Catalogo Unico: BVEV032624
- Système universitaire de documentation: 027578577
- Virtual International Authority File: 134345459

Aken · Augsburg · Bamberg · Berlijn · Dresden-Meißen · Eichstätt · Erfurt · Essen · Freiburg · Fulda · Görlitz · Hamburg · Hildesheim · Keulen · Limburg · Maagdenburg · Mainz · München en Freising · Münster · Osnabrück · Paderborn · Passau · Regensburg · Rottenburg-Stuttgart · Speyer · Trier · Würzburg

Voormalige bisdommen: Bremen · Halberstadt · Lübeck · Minden · Verden